# Dreckloch (Haan)
Dreckloch ist eine Ortslage in der bergischen Stadt Haan in Deutschland.

## Lage und Beschreibung
Die Ortslage liegt im Westen der Stadt Haan an der Kreisstraße 16 (Kreis Mettmann), die in diesem Abschnitt den Namen Flurstraße trägt, nahe der Stadtgrenze zu Hilden. Nördlich der Ortslage schließt sich die Ortslage Tannenwäldchen an, der Hühnerbach fließt ebenfalls nördlich an dem Ort vorbei. Weitere benachbarte Ortslagen Haans sind Spörkelnbruch, Grünewald, Kellerthor, Heidfeld und Vogelsang.

## Geschichte und Etymologie
Der Hof Dreckloch wurde am 2. März 1563 als Drecklook urkundlich erwähnt und war in der frühen Neuzeit Teil der Untersten Honschaft Haan im bergischen Amt Solingen. Der Ortsname ist auf den seit dem Mittelalter bis 1845 urkundlich nachweisbaren, im erheblichen Umfang durchgeführten Torfabbau am Ort zurückführen.
Im Gemeindeverzeichnis von 1895 wird Dreckloch als Haaner Ort im Landkreis Mettmann geführt. Es war Teil der Hofesgruppe Spörkelnbruch.
Die Ortslage wird auf den topografischen Kartenwerken der Region erst auf dem Messtischblatt Hilden der Preußischen Neuaufnahme des Jahres 1893 namentlich genannt, zuvor ist die aus einem bzw. drei Häusern bestehende Ortslage nicht beschriftet. Der Name wird ab der Ausgabe 1958 des Messtischblattes nicht mehr aufgeführt.
Heute werden die Ortslagen Dreckloch und Tannenwäldchen zusammen unter dem Namen Tannenwäldchen geführt. Das Hofeshaus Drecklook ist seit 1982 unter Denkmalschutz gestellt.